# Maleppeggio
Il maleppeggio è un attrezzo di martelleria edile. Si presenta come un piccolo piccone in acciaio forgiato e temprato, di circa 25 centimetri in lunghezza e di peso variabile tra i 400 e 600 grammi.

## Descrizione
La martellina è costituita da due parti: il manico, tradizionalmente di legno di frassino, e la massa battente di lega d'acciaio. Le sezioni terminali di quest'ultima sono sagomate a punta di scalpello, con lame ortogonali tra di loro. Una è parallela al manico e serve principalmente per tagliare o scheggiare. L'altra è perpendicolare al manico e può essere usata anche come una zappa per scavare e asportare materiale. Attualmente si è diffuso il manico di materiale plastico ma quello di legno è più comune.
Il malepeggio è particolarmente adatto sia per sagomare pietre di tufo o mattoni da utilizzare nella costruzione di muri, sia per eseguire piccole demolizioni come, ad esempio, rimuovere l'intonaco o scavare nicchie e alloggiamenti.
Il nome, molto probabilmente, deriva dalla locuzione laziale "alla mala peggio", con il significato di "alla meno peggio". In effetti, l'attrezzo è più adatto a lavori di sgrossatura che di finitura. Tuttavia, la tradizione popolare collega questo strano nome al fatto che, se si usa l'attrezzo come corpo contundente, la prima estremità "fa male" e l'altra "peggio".